# ماریا سیدوروا
ماریا سیدوروا (روسی: Мария Игоревна Сидорова؛ زادهٔ ۲۱ نوامبر ۱۹۷۹) بازیکن هندبال اهل اتحاد جماهیر شوروی سوسیالیستی است.